# Kim Rak Hŭi
Kim Rak Hŭi, również Kim Nak Hee (kor. 김락희, ur. 11 listopada 1933, zm. 18 lutego 2013) – północnokoreańska polityk, jedna z niewielu kobiet pełniących wysokie polityczne funkcje KRLD.

## Kariera
Kim Rak Hŭi urodziła się 11 listopada 1933 roku w mieście Kaech’ŏn w prowincji P’yŏngan Południowy. Absolwentka ekonomii. W czasie wojny koreańskiej pracowała przy przydziale racji żywnościowych dla żołnierzy. 
W latach 50. XX wieku szefowa Gospodarstwa Spółdzielczego w rodzinnym Kaech’ŏn, po raz pierwszy została parlamentarzystką w sierpniu 1957, otrzymując mandat deputowanej Najwyższego Zgromadzenia Ludowego KRLD II kadencji. W 1965 roku została przewodniczącą komitetu miejskiego Partii Pracy Korei w Kaech’ŏn. W latach 70. i 80. pełniła funkcje w wyższym aparacie administracyjnym w prowincji P’yŏngan Południowy, szczególnie w rodzinnym mieście.
Od czerwca 2005 do czerwca 2010 szefowa komitetu PPK w prowincji Hwanghae Południowe (poprzednik: Kim Un Gi, następca: Ro Pae Kwŏn). Od lutego 2011 roku szefowa Komitetu Prac Interwencyjnych KRLD (kor. 국가수의비상방역위원회), jej poprzednikiem na tym stanowisku był Ro Tu Ch'ŏl). Deputowana Najwyższego Zgromadzenia Ludowego KRLD, parlamentu KRLD, od II do V kadencji, w IX kadencji, a także w obecnej, XII kadencji.
Podczas 3. Konferencji Partii Pracy Korei 28 września 2010 roku została wybrana zastępczynią członka Biura Politycznego KC, a także po raz pierwszy zasiadła w Komitecie Centralnym (wcześniej, od powstania obecnego KC po 6. Kongresie PPK w październiku 1980 była jedynie zastępczynią członka KC).
Po śmierci Kim Dzong Ila w grudniu 2011 roku, Kim Rak Hŭi znalazła się na bardzo wysokim, 21. miejscu w 233-osobowym Komitecie Żałobnym. Świadczyło to o formalnej i faktycznej przynależności Kim Rak Hŭi do grona ścisłego kierownictwa politycznego Koreańskiej Republiki Ludowo-Demokratycznej. Według specjalistów, miejsca na listach tego typu określały rangę polityka w hierarchii aparatu władzy.

## Odznaczenia
Dama orderów: Kim Ir Sena, Flagi Narodowej i Kim Dzong Ila.